# Feron Hunt
Feron Hunt, né le 5 juillet 1999 à La Nouvelle-Orléans en Louisiane, est un joueur américain de basket-ball évoluant aux postes d'ailier et ailier fort.

## Biographie

### Carrière professionnelle

#### Knicks de New York (mars-novembre 2022)
Fin mars 2022, il signe un contrat two-way en faveur des Knicks de New York. Il ne joue aucune rencontre avec les Knicks lors de la saison 2022-2023 avant d'être licencié fin novembre.

## Statistiques

### Universitaires
Les statistiques de Feron Hunt en matchs universitaires sont les suivantes :
| Saison    | Équipe   | Matchs | Titul. | Min./m | % Tir | % 3pts | % LF | Rbds/m. | Pass/m. | Int/m. | Ctr/m. | Pts/m. |
| --------- | -------- | ------ | ------ | ------ | ----- | ------ | ---- | ------- | ------- | ------ | ------ | ------ |
| 2018-2019 | SMU      | 32     | 8      | 23.5   | .554  | .250   | .691 | 6.4     | .7      | .8     | .9     | 7.6    |
| 2019-2020 | SMU      | 30     | 17     | 28.2   | .557  | .275   | .743 | 6.7     | 1.0     | .7     | .8     | 11.0   |
| 2020-2021 | SMU      | 16     | 16     | 28.2   | .560  | .200   | .733 | 7.9     | .6      | 1.1    | .9     | 11.1   |
| Carrière  | Carrière | 78     | 41     | 26.3   | .557  | .250   | .724 | 6.8     | .8      | .8     | .9     | 9.6    |